# Acacia longipedunculata
Acacia longipedunculata é uma espécie de leguminosa do gênero Acacia, pertencente à família Fabaceae.